# Пол Раян
Пол Девіс Раян (англ. Paul Davis Ryan; нар. 29 січня 1970) — американський політик, член Палати представників США від штату Вісконсин з 1999 до 2019 року. Був кандидатом від Республіканської партії на посаду віцепрезидента на виборах 2012 року разом із кандидатом у президенти Міттом Ромні. Із жовтня 2015 по січень 2019 року був спікером Палати представників США. 

## Біографія
Народився і виріс у місті Джейнсвіл, у штаті Вісконсин у родині ірландського і німецького походження. Раян здобув ступінь бакалавра з економіки і політичних наук Університету Маямі в штаті Огайо. В середині-кінці 1990-х років він працював помічником сенатора США Боба Кастена, потім законодавчим директором сенатора Сема Браунбека, а потім спічрайтером колишнього американського конгресмена Джека Кемпа.
1998 року Раян здобув перемогу на виборах до Палати представників США і посів цю посаду в січні 1999 року. Із січня 2011 по січень 2015 був очільником бюджетного комітету Палати представників (англ. House Committee on the Budget), а у 2015 році нетривалий час очолював фінансовий комітет (англ. House Committee on Ways and Means).
У 2012 році Пол Раян був кандидатом у віцепрезиденти від Республіканської партії на президентських виборах разом із кандидатом у президенти Міттом Ромні. Однак вони отримали поразку на загальних виборах від кандидатів Демократичної партії — президента Барака Обаму та віцепрезидента Джо Байдена було переобрано на другий термін.
У жовтні 2015 року Раян став наступником Джона Бейнера на посаді спікера Палати представників США і займав її понад три роки, зокрема протягом перших двох років президентства республіканця Дональда Трампа, коли Республіканська партія контролювала президентство та обидві палати Конгресу США (Палату представників та Сент). Протягом цього періоду Раян зіграв важливу роль в успішній податковій реформі 2017 року (Tax Cuts and Jobs Act of 2017), а також у невдалій спробі частково скасувати реформу охорони здоров'я попереднього президента-демократа Барака Обами (American Health Care Act of 2017; законопроєкт був прийнятий Палатою представників, але зрештою відхилений Сенатом).
У 2018 році Раян оголосив про завершення своєї кар'єри у Палаті представників та не взяв участь у перевиборах. 3 січня 2019 року його замінила на посаді спікера лідерка Демократичної партії в Палаті представників Ненсі Пелосі. Наразі Раян працює у приватному секторі та в освіті.
Раян одружений і має трьох дітей. Є римо-католиком. Прадід, дід і батько Раяна померли від інфарктів у віці 56, 57 і 59 років відповідно, і це — одна з причин чому Раян пропагує активне життя та активно займається спортом. Здійснив понад 40 сходжень на гори Колорадо висотою понад 4000 м.